# Sidokerto (Pati)
Sidokerto is een bestuurslaag in het regentschap Pati van de provincie Midden-Java, Indonesië. Sidokerto telt 4837 inwoners (volkstelling 2010).